# Largha-Robbe

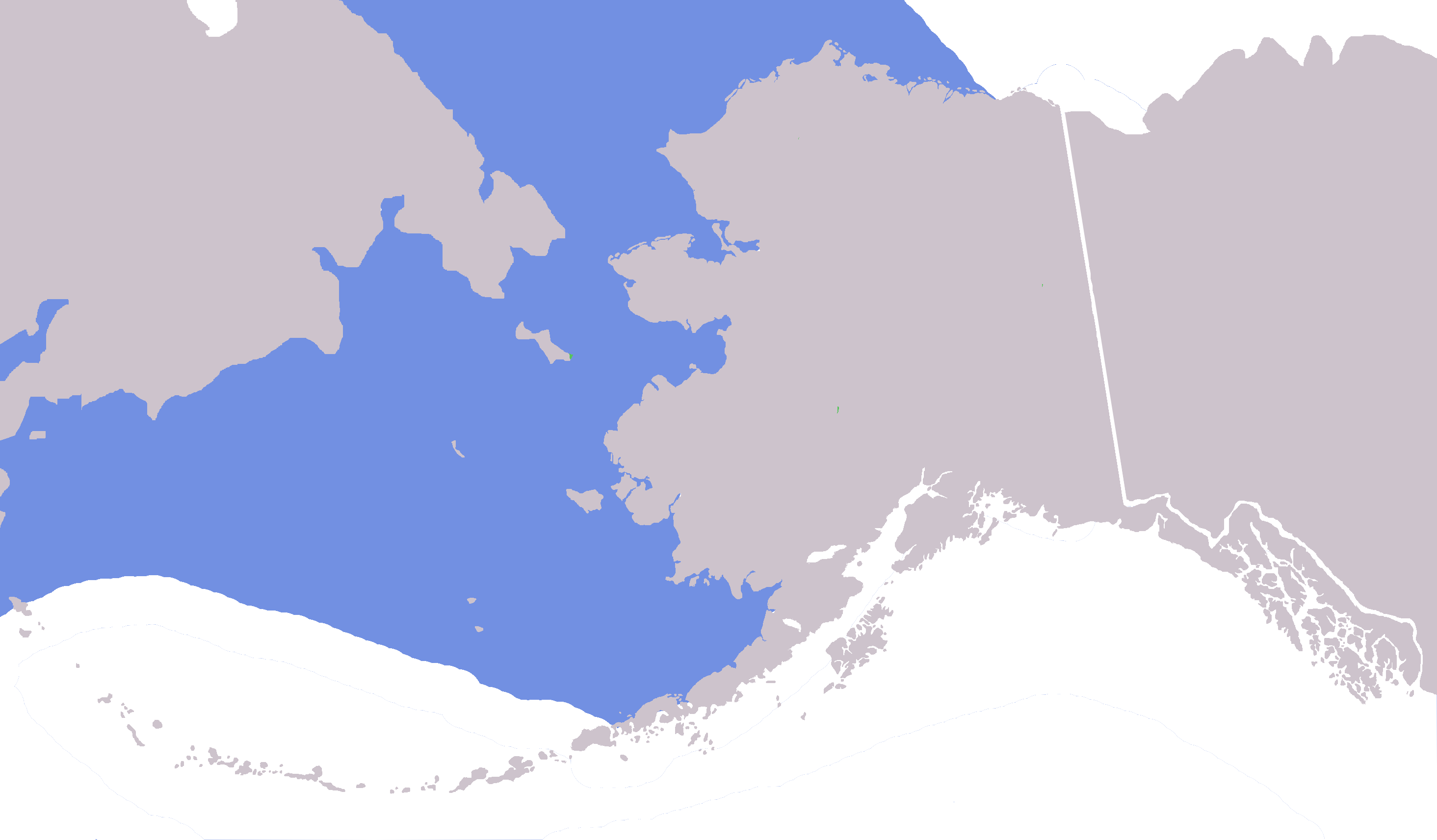
Verbreitungskarte der Largha-Robbe

Die Largha-Robbe (Phoca largha) ist eine im äußeren Erscheinungsbild dem Seehund sehr ähnliche Hundsrobbe, die den Nordpazifik von Alaska über die Pazifikküste Sibiriens bis Japan und Korea bewohnt. Die Färbung ist grau, dazu ist die Robbe mit kleinen braunen Flecken übersät. Männchen werden 1,7 Meter lang, Weibchen 1,6 Meter.
Largha-Robben kommen zur Fortpflanzungszeit auf das Pack- und Treibeis. Dort werfen sie von Februar bis Mai ihre Jungen. Etwa zehn Tage vor der Geburt finden sich die Paare, die dann einen Monat zusammenbleiben. Außerhalb der Fortpflanzungszeit wandern Largha-Robben weit umher und gelangen weit nach Süden.
Der Bestand wird auf 230.000 Exemplare geschätzt. Wirtschaftlich hat die Largha-Robbe eine geringe Bedeutung, wird aber dennoch vor allem von Fischern oft getötet, da in ihr eine Nahrungskonkurrentin gesehen wird.